# Smicroloba costifascia
Smicroloba costifascia là một loài bướm đêm trong họ Noctuidae.